# Geschiedenis van Delden
In Geschiedenis van Delden wordt de geschiedenis van de stad Delden, de voormalige gemeenten Delden (1811-1818), Ambt Delden (1818-2001), Stad Delden (1818-2001) en hun voorgangers: het kerspel, landgericht en stadsgericht Delden beschreven. Ook de gemeente Hengelo hoorde tot 1811 tot het kerspel en landgericht Delden.

## Inleiding

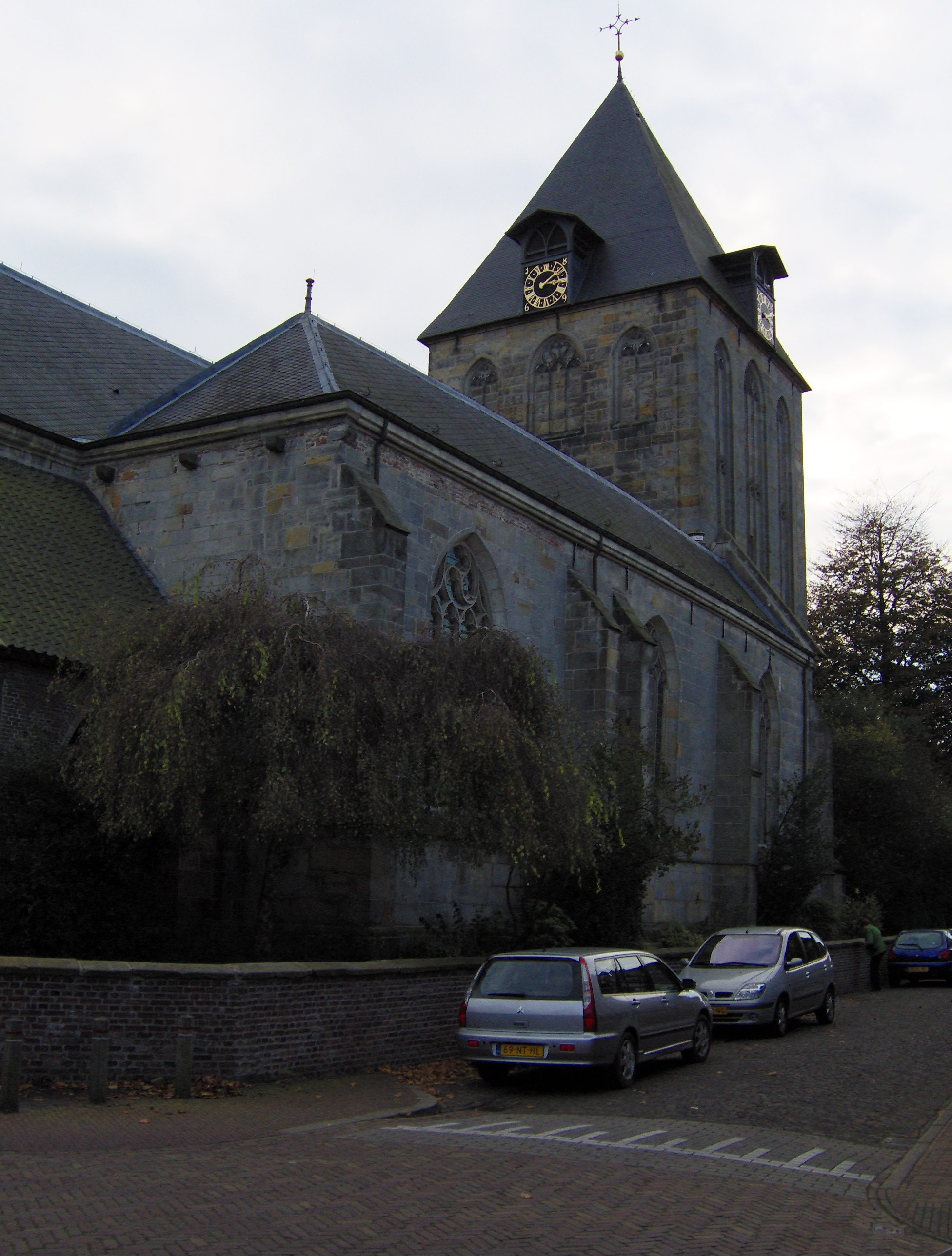
De Oude Blasiuskerk

Zowel de gemeente Hengelo als de voormalige gemeenten Ambt Delden en Stad Delden en het huidige stadje Delden vonden hun oorsprong in het kerspel Delden. Een kerspel was oorspronkelijk synoniem voor parochie. Later vielen ook allerlei bestuurlijke verantwoordelijkheden onder het kerspel. Zoals de meeste Twentse kerspels bestond het kerspel Delden uit verschillende buurschappen.
Er waren oorspronkelijk negen buurschappen: Azelo, Beckum, Bentelo, Deldenerbroek, Deldeneresch, Hengevelde, Oele, Wedehoen en Woolde. Wedehoen is tegenwoordig in twee buurtschappen verdeeld: Wiene en Zeldam.
Naast de buurschappen waren er marken. De markenindeling van het kerspel Delden kwam niet geheel overeen met de indeling in buurschappen. De centrale marke was de Grote Boerenmarke of kortweg marke Delden; hieronder vielen Deldeneresch, Deldenerbroek en de helft van Oele. Ook kleine delen van Bentelo en Wedehoen waren gerechtigd in de Grote Boerenmarke. Onder de marke Woolde vielen de buurschappen Woolde en de andere helft van Oele. De andere marken en buurschappen vielen wel samen.

### Oudste vermelding
Delden werd voor het eerst genoemd in 1036 toen bisschop Meinwerk van Paderborn het stift Busdorf stichtte. Hij schonk daartoe onder andere het praedium Theldene. Meinwerk had dit goed geërfd van zijn vader Immed.
Uit een dertiende-eeuwse goederenlijst van het klooster is bekend dat onder de hof dertig boerderijen hoorden, waarvan er een in Driene lag en een in Twekkelo. Deze had de edelman Johannes van Ahaus zich echter toegeëigend. Uiteindelijk werd daarom de hele hof in 1239 aan hem verkocht. Of de hof van Paderborn de voorloper van de latere bisschoppelijke domeinhof is, zoals men wel heeft vermoed, is onzeker.

### Kerk
De kerk van Delden wordt voor het eerst genoemd in 1118. De bisschop van Utrecht, Godebald, schonk deze toen aan het Kapittel van Sint-Pieter te Utrecht. In 1294 verkocht dit zijn tienden te Delden en het collatierecht van de kerk aan het Kapittel van Deventer. De kerk was gewijd aan de heilige Blasius van Sebaste, een van de Veertien Noodhelpers. Men vermoedt dat dit patrocinium (voor het eerst vermeld in de vijftiende eeuw) samenhangt met de banden tussen het klooster Busdorf en Delden.
Later werd er door de eigenaar van de Hof Hengelo een kapel bij zijn goed in Woolde gesticht, gewijd aan de heilige Lambertus van Maastricht. Deze kapel wordt voor het eerst vermeld in de veertiende eeuw. Rond de Hof Hengelo en de kapel ontstond later het dorp Hengelo.

## De stad Delden

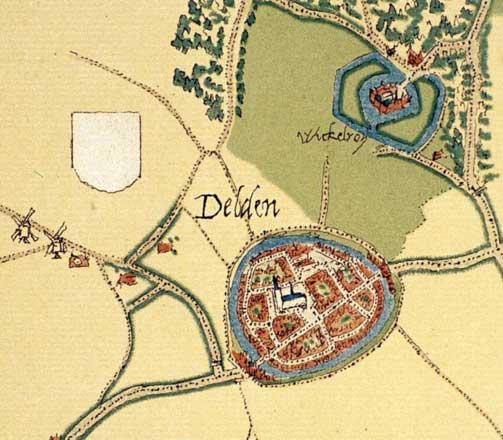
Kaart van Delden door Jacobus van Deventer, circa 1565

Voor 1322 was in de buurschap Deldeneresch een dorp ontstaan, het huidige Delden. In 1322 stond de landheer van Twente, bisschop Frederik van Sierck, de bewoners van Delden toe hun huizen te verplaatsen naar het onlangs omgrachte Nijdelden, de huidige historische kern van Delden. De bewoners hadden reeds een schepengericht en een zegel, zodat zij een vorm van stadsrecht moeten hebben gehad. Door de verplaatsing kwam de kerspelskerk midden in het stadje te staan. In 1333 kreeg Delden hetzelfde stadsrecht als Oldenzaal. In praktijk diende echter Deventer als appelantstad (plaats waarheen men zich wendde voor hoger beroep of als er vragen waren met betrekking tot het stadsrecht).
In 1404 kregen de Deldenaren wegens de ijver waarmee zij hun stad versterkten het recht van weggeld zoals Goor en Enschede dat reeds hadden. De vestingwerken van Delden bestonden uit een eivormige gracht, een stadswal en twee stadspoorten; de westelijke heette de Goorse poort, de oostelijke de Woolderpoort. De laatste restanten van de gracht werden pas eind negentiende eeuw gedempt.
Het rechtsgebied van de stad Delden, het zogenaamde wigbold, was aanzienlijk groter dan eigenlijke stadskern. Buiten de omwalling waren al voor het midden van de zestiende eeuw twee brinken ontstaan waar overwegend keuterboeren en linnenwevers woonden. Vlak bij het Sint-Annengasthuis aan de weg naar Bentelo lag de Sint-Annenbrink, aan de weg naar Beckum de Vossenbrink. Aan de weg naar Goor lag bovendien de Schoppenstee.
Een stadsbrand verwoestte Delden in 1451. In de Tachtigjarige Oorlog werd Delden tweemaal door Staatse troepen platgebrand: de eerste keer in 1583 door Kerstin Prust en zijn mannen, het jaar erop door die van de stadhouder van Overijssel, Adolf van Nieuwenaar. Stad, kerk, kerktoren en klokken gingen verloren.
In 1602 werd de eerste predikant in Delden benoemd. Vanaf dan is de kerk in protestantse handen. In 1604 wordt de kerk hersteld en van nieuwe klokken voorzien.
Al voor 1455 bevond zich in Delden een Heilige Geestgasthuis. Daarnaast was er een Onze-Lieve-Vrouwegilde dat voor de armen zorgde. In de jaren zeventig van de zeventiende eeuw werden de beide instellingen samengevoegd en vormden de basis van de latere gemeentelijke armenkamer van Stad Delden.
De zeventiende eeuw begon welvarend dankzij de linnenhandel met Holland. Delden lag bovendien gunstig aan de postweg van Holland naar Hamburg en aan de weg naar Münster. In 1655 brandde echter een groot deel van de stad - 120 gebouwen, vooral huizen, maar ook het stadhuis, het gasthuis en een armenhuis - daags voor Hemelvaartsdag af. Kerk en pastorie bleven gespaard. Het nieuwe stadhuis werd in 1657 in gebruik genomen.
Tussen 1672 en 1674 was Twente bezet door de bisschop van Münster, Bernhard van Galen. De kerk werd in deze periode weer door de katholieken gebruikt.
In de achttiende eeuw gebeurde er weinig opmerkelijks. Met de andere Kleine Steden van Overijssel deed Delden pogingen haar bestuurlijke macht en voorrechten te verdedigen. Daarnaast leefde het stadsbestuur op gespannen voet met de eigenaren van de havezate Twickel die pal naast Delden lag. Er waren bijvoorbeeld problemen met betrekking tot jachtrechten, de benoemingsrechten van de predikant, het beheer van de kerkgoederen, weiderechten en ontwatering. Bij de volkstelling van 1748 woonden er 1112 mensen in het stadsgericht Delden..
De komst van de Fransen en de instelling van de Bataafse Republiek in 1795 maakte een eind aan de politieke achterstelling van de rooms-katholieken zodat zij weer een plaats in het stadsbestuur kregen.
In 1811 werden het stadgericht Delden en het landgericht Delden samengevoegd tot de gemeente Delden.

## Richterambt Delden

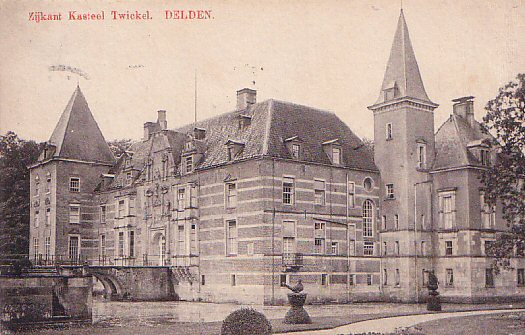
Kasteel Twickel op een ansichtkaart uit 1909

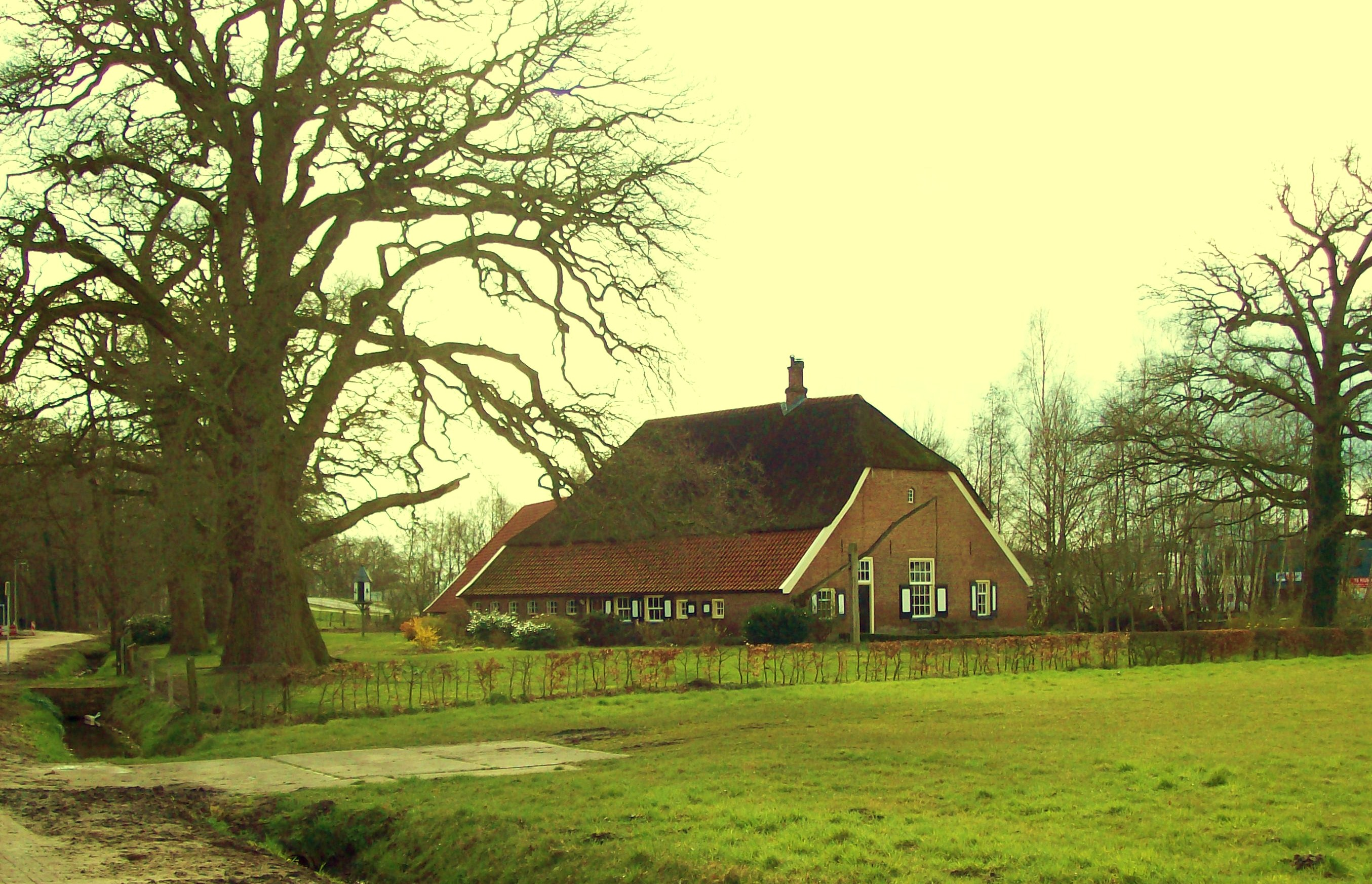
De boerderij Tanneman aan de Oude Benteloseweg in Delden, waar vroeger het Sint-Annengasthuis stond

Aan het hoofd van een richterambt stond de richter. Deze werd door de landsheer, c.q. de bisschop van Utrecht, benoemd. Zijn taak was vooral een juridische. Zaken als onderwijs, waterstaat en armenzorg vielen onder de kerspelorganisatie. Het kerspel werd geleid door de vergadering van goedsheren, de eigenaren van de gewaarde boerderijen. De meeste boerderijen in het richterambt waren in handen van (groot)grondbezitters: de domeinhoven Delden en Wedehoen, edellieden en rijke burgers. Slechts enkele gewaarde erven waren bezit van de bewoners. Ook lagen in het richterambt 6 havezaten: Twickel, Oldemeule, Huis Hengelo, Hagmeule, Dubbelink en Backenhagen. Alleen Twickel en Backenhagen bestaan tegenwoordig nog. Naast de havezaten, waarvan het bezit een voorwaarde was voor zitting in de Ridderschap van de Staten van Overijssel, waren er adellijke huizen die niet riddermatig waren: de Duis in Wedehoen, het Slot in Hengevelde, Warmtink in Deldenerbroek en Werninkhof of Sladenhuis in Woolde.
In het richterambt stond, vlak bij de grens met het stadsgericht Delden, een gasthuis, het Sint Annengasthuis. Het was in de vijftiende eeuw gesticht door de Heren van Twickel. De huidige boerderij Tanneman die op de plaats van het vroegere gasthuis staat is een rijksmonument.
In de zeventiende en achttiende eeuw werden er in alle buurschappen scholen gebouwd voor de lokale bevolking. Voor die tijd kon vrijwel niemand op het platteland lezen of schrijven. De scholen werden hadden oorspronkelijk slechts een onderwijzer die alle kinderen les gaf.
Bij de volkstelling van 1748 woonden er 5493 mensen in het richterambt Delden.
In Hengevelde leefde een van de meest beruchte achttiende-eeuwse criminelen, Klaas Annink (1710-1775), bijgenaamd Huttenklaas, die met zijn vrouw Aarne Spanjer schuldig werd bevonden aan ettelijke moorden en diefstallen en bij Oldenzaal werd terechtgesteld.
In 1771 liet graaf Carel George van Wassenaer Obdam, Heer van Twickel, een windhoutzaagmolen bouwen. Voor het vervoeren van het hout en textiel liet hij een vaart naar de Regge graven, de Twickelervaart. Aan het einde van de vaart bouwde hij een herberg, het huidige hotel Carelshaven.
De rooms-katholieken, die hun godsdienst niet in het openbaar mochten belijden, kerkten in de achttiende eeuw in zogenaamde kerkschuren. Deze bevonden zich op het Slot in Hengevelde, bij het erve Roesink (nota bene in bezit van de provincie) in Deldeneresch en het erve Hermelink in Woolde. In 1786 kregen de Deldense katholieken eindelijk de beschikking over een kerkgebouw in het stadsgericht Delden. Dit werd in 1872 vervangen door de huidige Nieuwe Blasius.
Nadat Hengelo in 1802 een eigen dorpsbestuur had gekregen, ontstond in 1811 de nieuwe gemeente Hengelo, bestaande uit Woolde met daarin het dorp Hengelo, Oele en Beckum. Het overige deel van het landgericht Delden en het stadsgericht Delden werden toen samengevoegd tot de gemeente Delden.

## Gemeente Delden
De gemeente Delden kende slechts een kort bestaan. Ontstaan in 1811 werd de gemeente per 1 juli 1818 alweer opgesplitst, volgens de grenzen van het oude stads- en landgericht, zoals ook bij Stad en Ambt Almelo. Vanaf 1838 tot 1969 hadden Stad en Ambt echter dezelfde burgemeester. Enige tijd diende zelfs het raadhuis van Stad Delden als gemeentehuis van Ambt Delden.

## Gemeente Ambt Delden

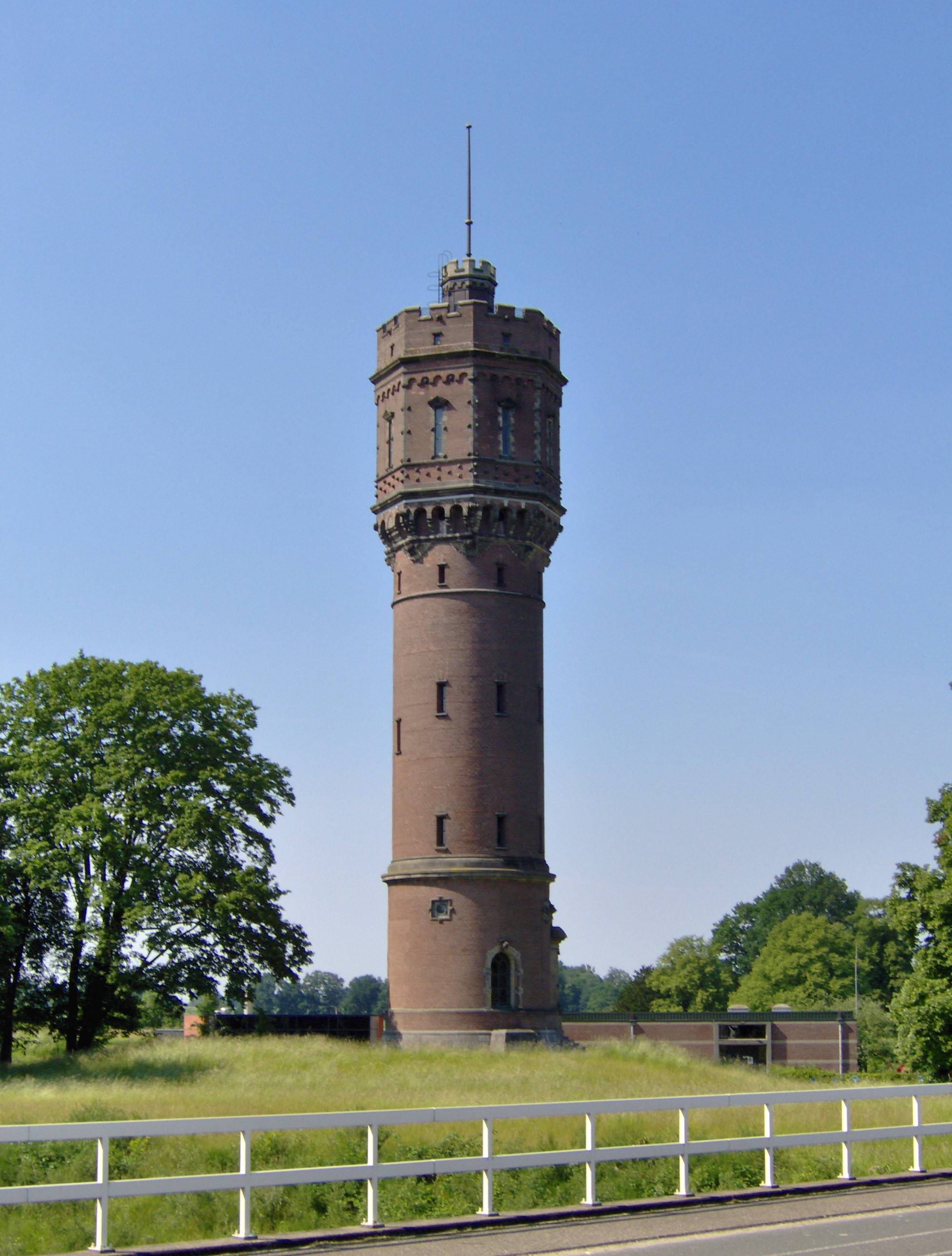
De watertoren op de Deldener es

De nieuwe gemeente Ambt Delden had een zeer landelijk karakter. De enige oude dorpskern was Wegdam in de buurschap Hengevelde. Later ontstond er ook een dorp in de buurschap Bentelo. Vrijwel alle bewoners leefden van de landbouw of van de textielnijverheid.
Op 16 maart 1823 vond in Deldenerbroek een van de laatste (vrijwillige) waterproeven in Nederland plaats. Het betrof een vrouw die door haar buren beschuldigd was van hekserij.
In de negentiende eeuw kwam een steeds groter aantal boerderijen in bezit van de bewoners, vooral toen de voormalige domeingoederen werden verkocht. Alleen het grootgrondbezit van Twickel bleef steeds toenemen. Vanaf 1838 werden de tot dan toe onontgonnen gronden die gezamenlijk bezit waren van de markegenoten verdeeld. Hierna nam het aantal kleine boerderijen aanzienlijk toe. Tot in de twintigste eeuw werden er woeste gronden ontgonnen voor de landbouw. Twickel beboste bovendien grote stukken voormalige heidegrond in Deldeneresch en Azelo.
Nadat de Heer van Twickel in 1883 aan tyfus overleden was, was de nieuwe eigenaar, zijn broer Rodolphe Frédéric baron van Heeckeren van Wassenaer (1858-1936), zeer bezorgd over de kwaliteit van het drinkwater. Vlak bij het kasteel liet hij tot op grote diepte naar drinkwater boren. Het enige wat men echter aantrof was water met een zeer hoog zoutgehalte. De boring zou het begin vormen van de Twentse zoutindustrie rond Hengelo en Boekelo. De baron liet uiteindelijk een waterleiding naar Almelo aanleggen en een watertoren bouwen. Ook Delden werd op deze waterleiding aangesloten. Als dank boden de burgers hem in 1894 de monumentale pomp op het marktplein van Delden aan.
In de twintigste eeuw werd Ambt Delden doorsneden door enkele grootschalige infrastructurele projecten: de aanleg van het Twentekanaal en de zijtak naar Almelo met een sluizencomplex in Wiene in de crisisjaren en de aanleg van de snelweg A1 door Azelo eind jaren 70. Daarnaast stond de gemeente grond af aan Stad Delden ten behoeve van woningbouw en sportvelden.
Het gemeentehuis van Ambt Delden dat zich tot 1976 in de gemeente Stad Delden bevond werd in 1976 naar Bentelo verplaatst.
Op 1 januari 2001 werd Ambt Delden deel van de nieuwe gemeente Hof van Twente.

## Gemeente Stad Delden

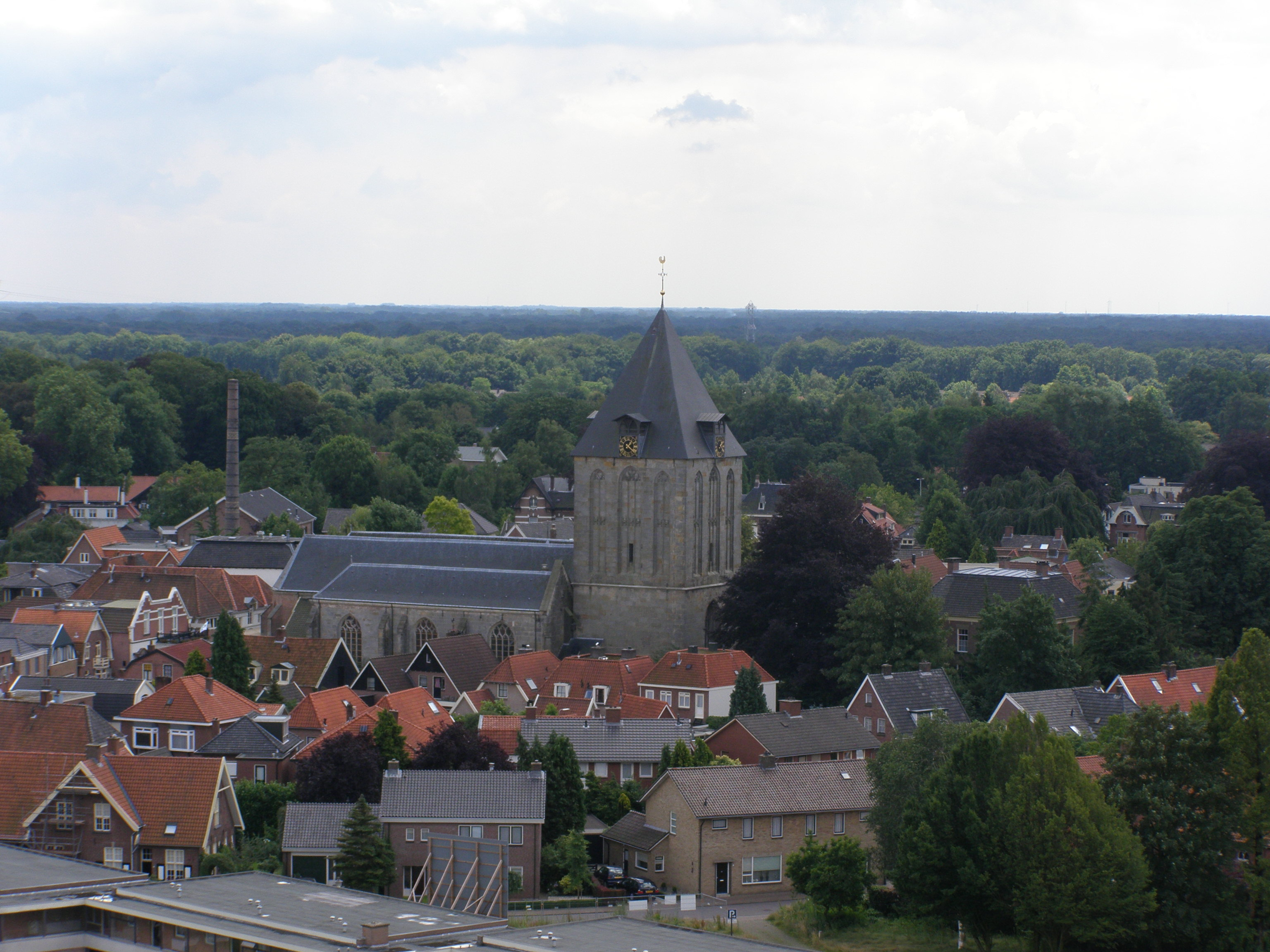
De historische stadskern van Delden gezien vanaf de watertoren. Centraal staat de Oude Blasiuskerk

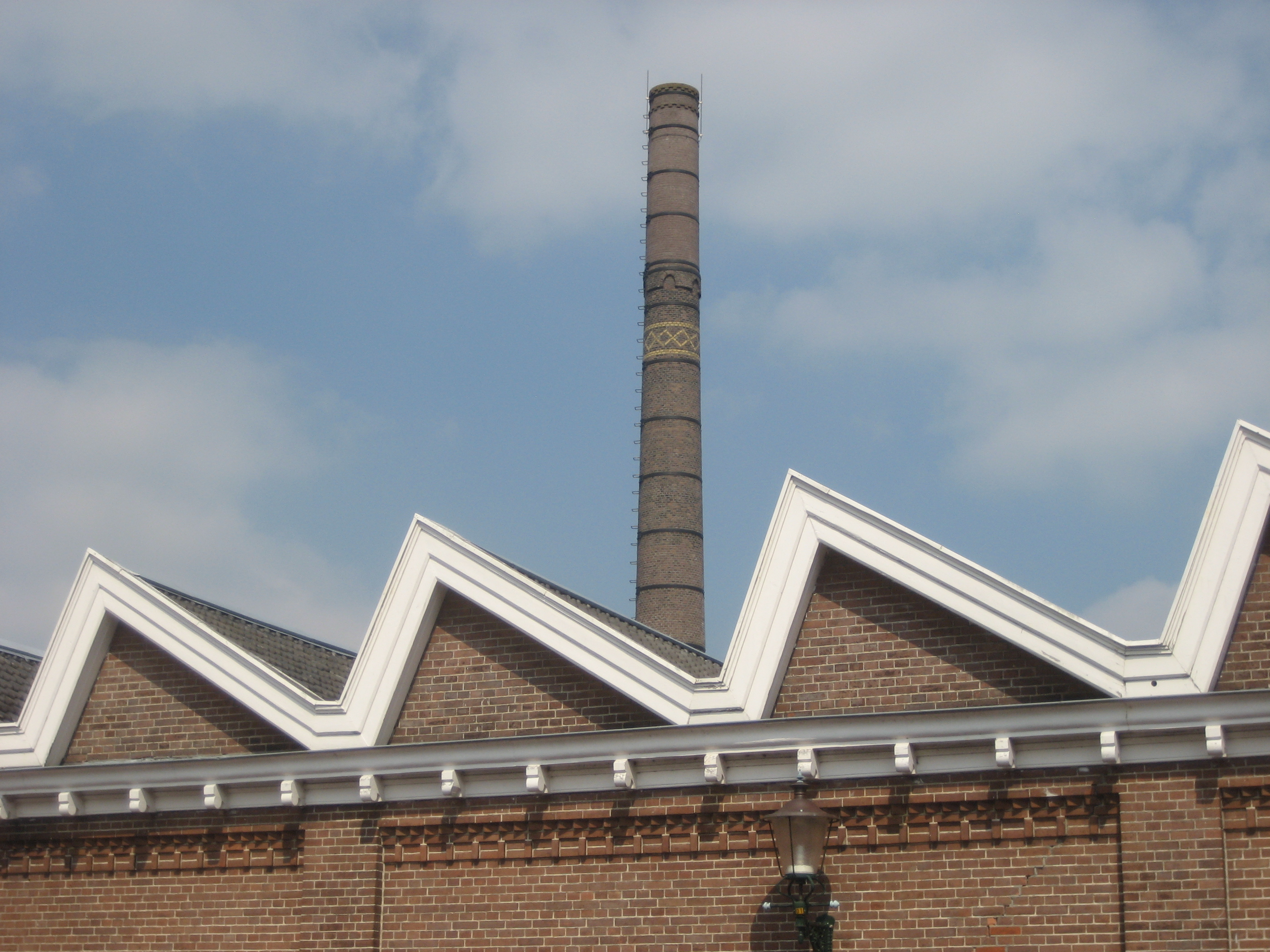
Karakteristieke dakconstructie van de Deldense Wollenstoffenfabriek

Tot na 1860 nam het bebouwd oppervlak van Delden nauwelijks toe, het inwonertal steeg echter tussen 1811 en 1868 van circa 1100 naar 1600 personen. Een groot deel van de bevolking leefde van de landbouw en de nog niet geïndustrialiseerde textielnijverheid. In 1866 kwam er een door stoomkracht aangedreven textielfabriek. De textielindustie heeft zich in Delden echter nooit zo uitgebreid als in andere Twentse plaatsen.
In 1861 wordt de synagoge van de kleine Deldense Joodse gemeenschap in gebruik genomen. Het gebouw dat aan de Noordwal stond werd in 1963 gesloopt.
In 1865 werd de spoorlijn van Zutphen naar Glanerbrug geopend en kreeg Delden een station.
De negentiende eeuw was de tijd van de rooms-katholieke emancipatie. Na het herstel van de bisschoppelijke hiërarchie in Nederland in 1853 begon een tijd van bloei. De oude kerk uit 1786 werd in 1872 vervangen door een neogotische pseudobasiliek. Er werden een rooms-katholieke jongensschool en meisjesschool gebouwd en een nonnenklooster. Begin twintigste eeuw werd een parochiehuis gesticht.
In 1911 werd aan de Noorderhagen een gereformeerde kerk gebouwd, de Paaskerk. De kerk heeft dienstgedaan tot de vereniging van de Nederlands-hervormde en de gereformeerde gemeente.
Het oude stadhuis uit 1657 werd in 1873 verbouwd in eclectische stijl en in 1906 bijna verdubbeld na aankoop van het naastliggende pand. In dit pand is thans het Zoutmuseum gevestigd. Het gemeentehuis verhuisde naar de overzijde van de Langestraat. Een gevelsteen uit 1738 verhuisde mee en werd opnieuw ingemetseld.
Op 1 januari 2001 werd Stad Delden deel van de nieuwe gemeente Hof van Twente.